# セリア・アドラー
セリア・フェインマン・アドラー（Celia Feinman Adler、1889年12月6日－1979年1月31日）は、アメリカ合衆国の女優。「イディッシュ・シアターのファースト・レディ」という異名で知られている。

## 幼少期

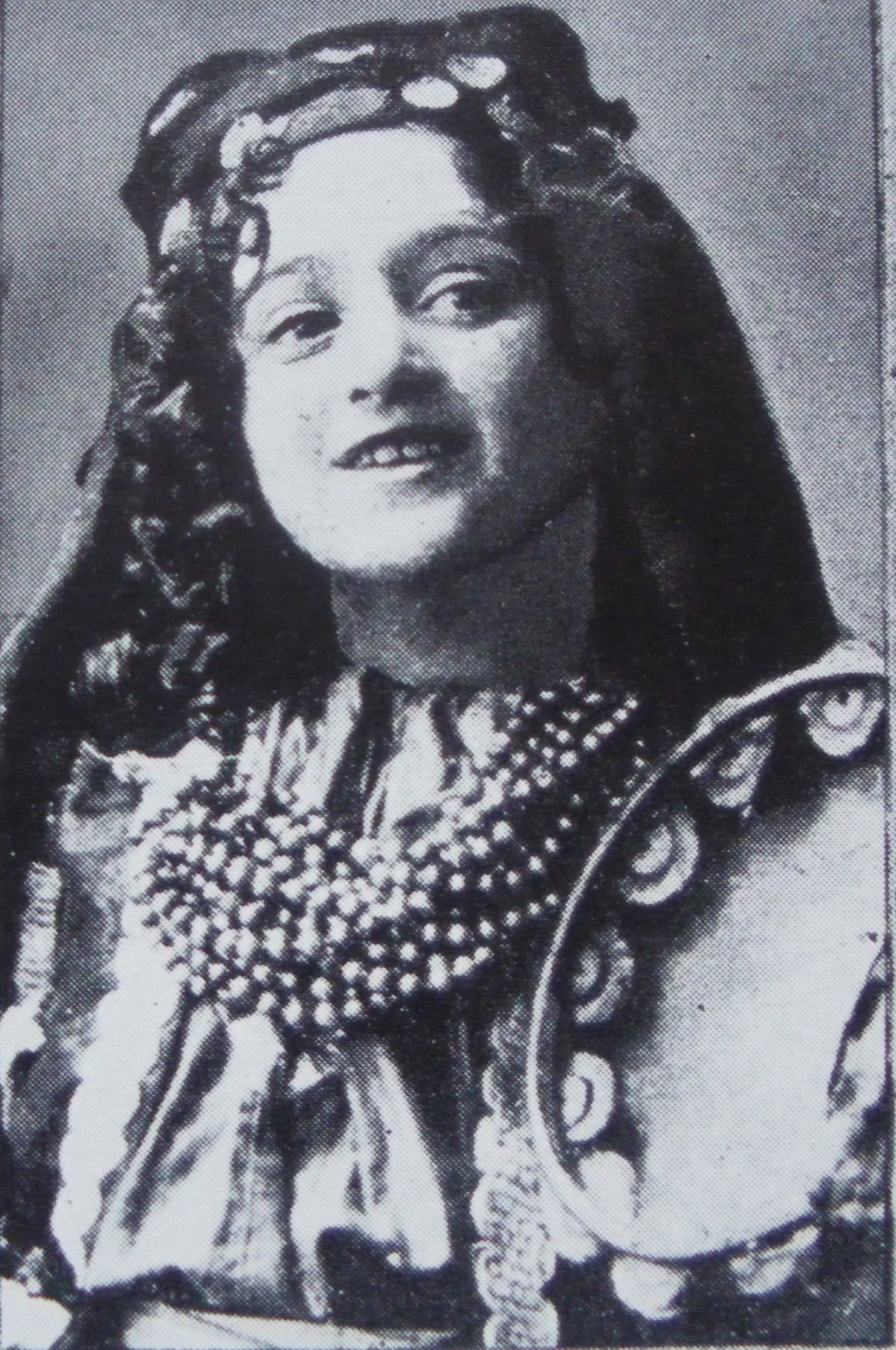
幼少時のアドラー

ヤコブ・アドラーとダイナー・シュテッティンの娘として生まれる。兄弟には、腹違いの姉であるステラ・アドラーと兄ルーサー・アドラー、さらにヤコブの5人の子供達がいた。ステラとルーサーはグループ・シアターでの作品や、映画への出演で－そして演劇技術の理論家としても－有名となったが、セリアはほとんど舞台にしか出演しなかった。

## 経歴
主にイディッシュ・シアターでの作品への出演で知られているが、ちょうど1920年代から30年代にかけて興ったイディッシュ・アート・シアターのムーブメントに後押しされたものだった。セリアはホロコーストで生き残った人の役を舞台で初めて演じた女優の一人でもある。その役で出演したのは1946年のルーサー・アドラーのブロードウェイでの作品、「A Flag Is Born」（ベン・ヘクトが脚本を書き、22歳のマーロン・ブランドを主役に抜擢した。彼はステラ・アドラーのメソッド演技法のクラスの優等生だった。）共演者のポール・ムニとマーロン・ブランドと同様にセリアもまた、イスラエルにユダヤ人国家を建設するために、俳優組合の定めた最低賃金以上のギャラを受け取ろうとはしなかった。
1937年、セリア・アドラーはヘンリー・リン監督のイディッシュ・フィルム「Where Is My Child」に出演する。1937年から1952年にかけて、映画やテレビに何度も出演している。最後に出演した映画は1985年の記録映画で、イギリスのドキュメンタリー、「Almonds and Raisins」だった。オーソン・ウェルズ、ハーシェル・ベルナルディ、セイモア・レクサイトといった俳優達がナレーションを務めている。

## 私生活
セリア・アドラーは三回結婚している。最初は俳優のレイザー・フリード、次に劇場支配人のジャック・コーン、そしてビジネスマンのネイサン・フォーマンである。

## 死
心臓麻痺が原因で死亡した。マウント・ヘブロン墓地のイディッシュ・シアター関係者用の区画に埋葬されている。

## 参照
1. 1 2 3 4  Celia Adler - IMDb（英語）
2. 1 2 3  Adler, Jacob (1999). A Life on the Stage: A Memoir, translated with commentary by Lulla Rosenfeld. New York: Knopf. p. 381 (commentary). ISBN 0-679-41351-0
3. ↑  Medoff, Rafael (2004-07-07). “When Marlon Brando Spoke Up for the Jews”. Israel Resource Review.  オリジナルの2007年3月11日時点におけるアーカイブ。 2007年4月9日閲覧。.
4. ↑  David S. Wyman Institute for Holocaust Studies Archived 2015年3月25日, at the Wayback Machine.
5. ↑  Bridge of Light (Yiddish Film Between Two Worlds), pages 36,51,111n,209,212,253,306, J. Hoberman, Museum of Modern Art, Published by Shocken Books, 1991, YIVO translations
6. ↑  Bridge of Light (Yiddish Film Between Two Worlds), page 358n, J. Hoberman, Museum of Modern Art, Published by Shocken Books, 1991, YIVO translations
7. ↑  “Adler, Celia (1890–1979)”. Women in World History: A Biographical Encyclopedia.   Gale Research Inc.. 2015年3月29日時点のオリジナルよりアーカイブ。2013年1月9日閲覧。(要購読契約)